# Église Notre-Dame-de-l'Assomption de Bonloc
L'église Notre-Dame-de-l'Assomption est l'église du village de Bonloc dans le Pays basque français (Pyrénées-Atlantiques). Dédiée à l'Assomption de la Bienheureuse Vierge Marie, elle dépend pour le culte de la paroisse Bienheureux-François-Dardan, (dont le siège est à Hasparren) du diocèse de Bayonne.

## Histoire et description

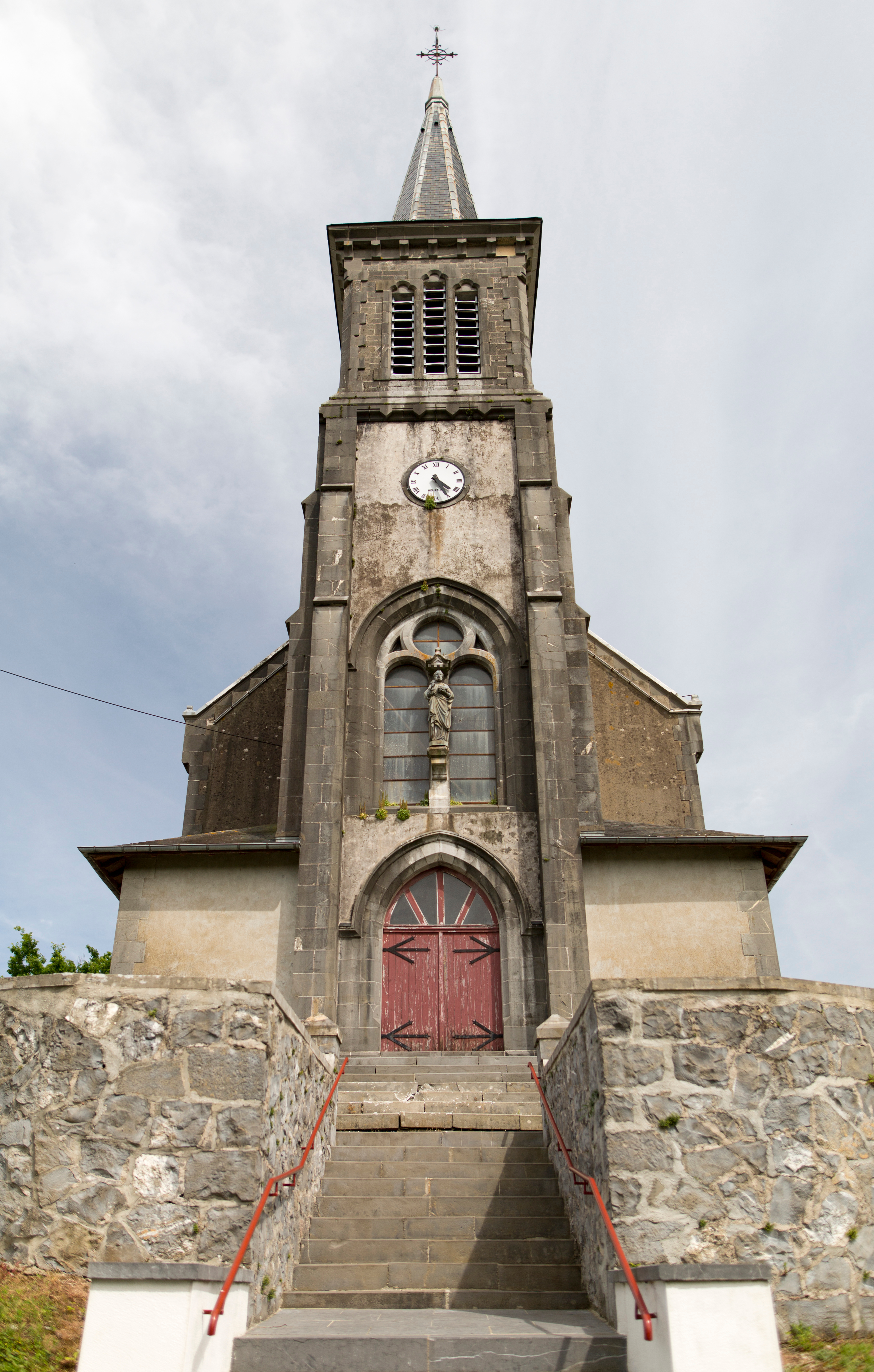
Façade et escalier d'accès.

Une première église romane est mentionnée en 1186, construite sur une haute butte par les moines de Roncevaux pour desservir une commanderie comme étape sur le chemin de Compostelle. Devenue vétuste, elle est détruite et un nouvel édifice néo-roman est bâti à partir de 1880 selon les plans d'Émile Doyère, auteur de plusieurs églises dans la région. Elle est de plan allongé sans transept avec cinq travées. Le toit est recouvert d'ardoises. Les vitraux de 1881 sont de Charles-François Champigneulle. Les frères bayonnais Émile, Louis et Martin Decrept sont les auteurs des fresques de la nef et de l'abside vers 1900.
La façade est ornée d'un porche surmonté d'une double baie (dont le pilier central sert d'appui à la statue de la Vierge) et d'un haut clocher sur la travée centrale à triples fenêtres sur les côtés et couronné d'une flèche de pierre polygonale. À l'intérieur, comme dans la plupart des églises basques de la région, des galeries de bois à trois niveaux courent le long de la nef et de la contrefaçade. Jusque dans les années 1970, elles étaient traditionnellement réservées aux hommes, les femmes et les enfants priant en bas ainsi que quelques vieillards.
L'église est inscrite à l'inventaire général du patrimoine culturel.